# Al Khaleej Sugar
 (mars 2022).
Al Khaleej Sugar (AKS) est un groupe sucrier de Dubaï aux Émirats arabes unis. Il est basé dans le port de Jebel Ali. L'entreprise fait partie du Al Ghurair Group.
La production a débuté en juillet 1995. En 2018, il s'agir de la plus grande raffinerie de sucre autonome au monde. En 2023, l'entreprise tournait à 40% (ou 70% selon les sources) de sa capacité à cause du sucre bon marché originaire d'Inde (et du Brésil), et envisageait d'installer une usine en Espagne. En 2024, l'entreprise a triplé sa capacité de production, passant de 600.00 tonnes annuelles à 1.800.000 de tonnes annuelles.

## Projet d'implantation d'usine en France
En 2022, l'entreprise prévoit d'ouvrir une usine en France à Grand-Couronne. Des habitants des communes environnantes et l'Association de défense des berges de Seine s'opposent à l'installation du projet dans le site classé de la vallée de la Seine-boucle de Roumare. En 2023, le projet est définitivement abandonné.